# Sphecozone
Sphecozone este un gen de păianjeni din familia Linyphiidae.

## Specii[1]
- Sphecozone altehabitans
- Sphecozone alticeps
- Sphecozone araeonciformis
- Sphecozone bicolor
- Sphecozone capitata
- Sphecozone castanea
- Sphecozone corniculans
- Sphecozone cornuta
- Sphecozone crassa
- Sphecozone crinita
- Sphecozone diversicolor
- Sphecozone fastibilis
- Sphecozone formosa
- Sphecozone gravis
- Sphecozone ignigena
- Sphecozone labiata
- Sphecozone lobata
- Sphecozone longipes
- Sphecozone magnipalpis
- Sphecozone melanocephala
- Sphecozone modesta
- Sphecozone modica
- Sphecozone nigripes
- Sphecozone nitens
- Sphecozone niwina
- Sphecozone novaeteutoniae
- Sphecozone personata
- Sphecozone rostrata
- Sphecozone rubescens
- Sphecozone rubicunda
- Sphecozone spadicaria
- Sphecozone tumidosa
- Sphecozone varia
- Sphecozone venialis